# Charlotte Ross
Charlotte Ross (Winnetka, 21 gennaio 1968) è un'attrice statunitense.

## Biografia
Nata e cresciuta a Winnetka, agiata cittadina alla periferia di Chicago, inizia a recitare già nell'adolescenza in produzioni teatrali locali. Il primo ruolo di un certo livello che ottiene è nella soap Il tempo della nostra vita, dove ricopre il ruolo di Eve Baron Donovan dal 1987 al 1991, ottenendo due nomination agli Emmy. Ha partecipato a diverse serie televisive, come The Heights (dove compare anche nella colonna sonora), e in ruoli di support in diversi film.
È diventata nota per aver recitato il ruolo di Connie McDowell in NYPD - New York Police Department dal 2001 al 2004.

## Vita privata
Nel 2002 è comparsa nuda in una campagna contro le pellicce della PETA. Nell'ottobre del 2003 si è sposata con Michael Goldman, da cui ha avuto un figlio e si è separata nel 2008. Risiede a Los Angeles.

## Filmografia

### Cinema
- Un tocco di velluto (Touch and Go), regia di Robert Mandel (1986)
- Foreign Student, regia di Eva Sereny (1994)
- Love e una .45 (Love and a .45), regia di C.M. Talkington (1994)
- Savage Land, regia di Dean Hamilton (1994)
- Looking for Lola, regia di Boaz Davidson (1997)
- Moola, regia di Don Most (2007)
- Live! - Ascolti record al primo colpo (Live!), regia di Bill Guttentag (2007)
- Drive Angry 3D, regia di Patrick Lussier (2011)
- La notte non aspetta 2 - Strade violente (Street Kings 2: Motor City), regia di Chris Fisher (2011)

### Televisione
- Il tempo della nostra vita (Days of our Lives) – soap opera, 68 puntate (1987-1991)
- Violation of Trust (She Says She's Innocent), regia di Charles Correll – film TV (1991)
- Ragionevoli dubbi (Reasonable Doubts) – serie TV, episodio 1x12 (1991)
- The Heights – serie TV, 12 episodi (1992)
- Empty Nest – serie TV, episodio 4x19 (1992)
- Un professore alle elementari (Drexell's Class) – serie TV, episodio 1x18 (1992)
- Sposati... con figli (Married with Children) – serie TV, episodio 6x21 (1992)
- Birdland – serie TV, episodio 1x02 (1994)
- Le cinque signore Buchanan (The 5 Mrs. Buchanans) – serie TV, 17 episodi (1994-1995)
- Murder One – serie TV, episodi 1x08-1x17 (1995-1996)
- E.R. - Medici in prima linea (ER) – serie TV, episodio 2x14 (1996)
- Tutti a casa di Ron (Minor Adjustments) – serie TV, episodio 1x14 (1996)
- Troppo giovane per morire (A Kiss So Deadly), regia di Chuck Bowman – film TV (1996)
- Una ragazza in trappola (Fall Into Darkness), regia di Mark Sobel – film TV (1996)
- Pauly – serie TV, 7 episodi (1997)
- NYPD - New York Police Department (NYPD Blue) – serie TV, 72 episodi (1998-2004)
- Lo specchio del destino (A Will of Their Own), regia di Karen Arthur – miniserie TV (1998)
- Trinity – serie TV, 4 episodi (1998)
- Kidnapped in Paradise, regia di Rob Hedden – film TV (1999)
- Beggars and Choosers – serie TV, 42 episodi (1999-2001)
- Frasier – serie TV, episodio 8x13 (2001)
- Jake in Progress – serie TV, episodi 2x01-2x05-2x06 (2006)
- Law & Order - I due volti della giustizia (Law & Order) – serie TV, episodio 17x13 (2007)
- Nora Roberts - Montana Sky (Montana Sky), regia di Mike Robe – film TV (2007)
- Christmas in Paradise, regia di Sheldon Larry – film TV (2007)
- Ring of Death, regia di Bradford May – film TV (2008)
- CSI - Scena del crimine (CSI: Crime Scene Investigation) – serie TV, episodio 9x21 (2009)
- Glee – serie TV, 4 episodi (2009-2012)
- Hit the Floor – serie TV, 10 episodi (2013)
- Nashville – serie TV, episodio 2x16 (2014)
- Arrow – serie TV, 12 episodi (2014-2017)

## Doppiatrici italiane
Nelle versioni in italiano delle opere in cui ha recitato, Charlotte Ross è stata doppiata da:
- Alessandra Korompay in Drive Angry 3D, Arrow
- Olivia Manescalchi ne Il tempo della nostra vita
- Giuppy Izzo in NYPD - New York Police Department
- Laura Boccanera in CSI - Scena del crimine
- Giò Giò Rapattoni in Glee